# Phare de la Navasse
Le phare de la Navasse est un phare de l'île de la Navasse, située en mer des Caraïbes, à l'extrémité sud du passage du Vent entre les îles d'Hispaniola (Haïti et République dominicaine) à l'est et Cuba et la Jamaïque à l'ouest,,.
Le phare a été construit en 1917 et a été désactivé en 1996. Il se détériore progressivement faute d'entretien et la maison des gardiens est sans toit et en ruines.
Il est l'un des premiers phare du monde à avoir été automatisé

## Histoire
En 1905, le service des phares des États-Unis identifie l'île de la Navasse comme un bon emplacement pour un nouveau phare. Cependant, les plans évoluent lentement. Avec l'ouverture du canal de Panama en 1914, la navigation entre la côte est américaine et le canal via le passage du Vent entre Cuba et Haïti augmente dans la région de la Navasse qui s'avère être un danger pour la navigation. Le Congrès alloue 125 000 $ en 1913 pour construire un phare sur l'île, et en 1917, le Service des phares fait construire un phare de 49 mètres de haut sur l'île, à 120 mètres au-dessus du niveau de la mer. Au même moment, une station de télégraphie sans fil est établie sur l'île. Un gardien et deux assistants sont affectés à y vivre, mais les conditions sont si difficiles en raison de la chaleur que le Service des phares installe une balise automatique dès 1929. L'ingénieur George R. Putman crée alors un système permettant un fonctionnement autonome du feu, ce qui fait du phare l'un des premiers automatisé du monde.
Après avoir absorbé le service des phares en 1939, la Garde côtière américaine entretient le phare deux fois par an. La marine américaine installe un poste d'observation pendant toute la durée de la Seconde Guerre mondiale.
En 1996, les garde-côtes démantèlent le phare. Par conséquent, le ministère de l'Intérieur assume la responsabilité de l'administration civile de la région et place l'île sous son Bureau des affaires insulaires.